# Kelébe

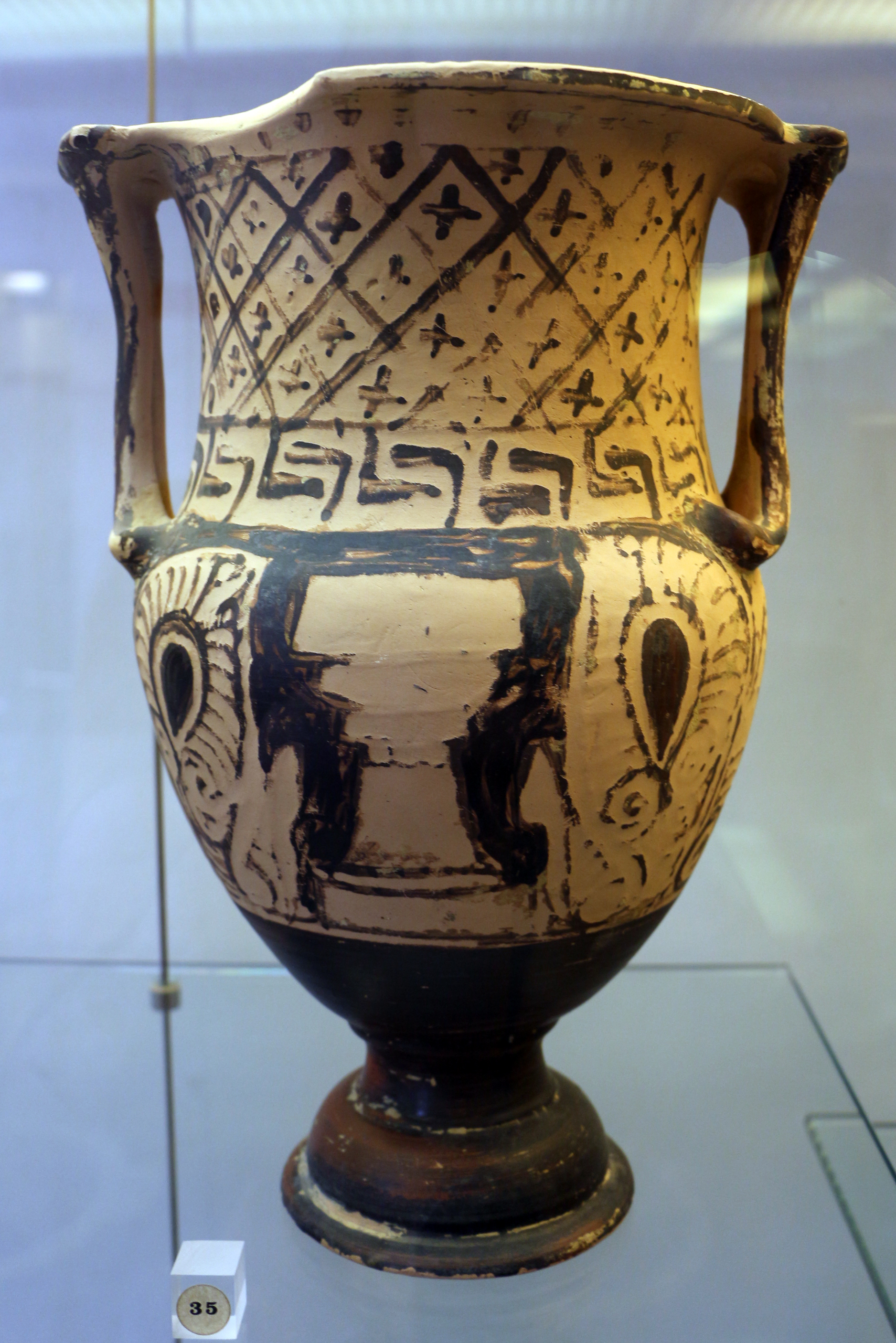
Kelébe etrusca de figuras rojas. Museo Guarnacci.

La crátera de columnas o kelébe (del griego κελεβη), es una vasija grande, casi ovoidal, con boca amplia y asas columnadas que unen la boca a los hombros del vaso y constituyen su característica diferenciadora dentro del conjunto de las cráteras.